# Шёдаль, Анна
Анна Элисабет Шёдаль, урождённая Мейер (швед. Anna Elisabet Sjödahl; 16 августа 1934, Гётеборг — 22 апреля 2001, Стокгольм) — шведская художница.

## Биография и творчество
Анна Мейер родилась в 1934 году в Гётеборге. Она училась в стокгольмской Школе искусств (Konstfackskolan), а затем в Королевской высшей художественной школе при Академии искусств. В 1955 году Анна Мейер вышла замуж за Бернта Густафа Шёдаля, в браке с которым родила четверых детей, однако впоследствии развелась с мужем и растила детей одна. В 1966 году в Стокгольме состоялась её первая персональная выставка. В своих картинах художница отражала повседневную жизнь и часто включала в них предметы обихода: ложки, вилки, ножницы, наделённые самостоятельной гипертрофированной значимостью. В 1973 году на выставке «Var Dags Liv — Mitt» она представила незастеленную постель и комод с открытыми ящиками и сваленной на пол одеждой. Там же демонстрировалась картина «Vår i Hallonbergen», представляющая собой аллюзию на «Крик» Мунка: на заднем плане городской картины изображён одиноко играющий ребёнок, в то время как фигура матери на переднем плане повторяет позу и мимику мунковского персонажа.
В 1977 году Анна Шёдаль приняла участие в исследовательском проекте, который проводил Arbetslivscentrum на тему дигитализации рабочего пространства. В рамках проекта она создала ряд картин, символически представляющих экспансию современных технологий, в том числе «Gammal och ny kunskap» («Старые и новые знания»), где напротив Мартина Лютера сидит маленькая девочка, а над ними парит гигантский калькулятор.
В 1980-х годах большую роль в творчестве художницы начала играть природа, в первую очередь пейзажи Эстергётланда. Названия для своих работ Шёдаль заимствовала из «Илиады» и «Одиссеи». В 1990-х годах она заинтересовалась историей своей семьи: мать художницы была родом из Британии, а четыре её тётушки стали монахинями в разных монастырях. Белый монашеский чепец стал постоянным мотивом её картин.
В 1992 году Анна Шёдаль получила главную премию Стокгольмского комитета по вопросам культуры. В следующем году она стала преподавателем живописи в Высшей школе искусств в Умео. В 1995 году Шёдаль опубликовала книгу мемуаров «Civilisationens pris». В 1999 году в Стокгольме прошла масштабная персональная выставка художницы, где она представила свои работы за четыре последних десятилетия.
Анна Шёдаль умерла в 2001 году. Её работы находятся в собраниях Национального музея Швеции, Музея современного искусства, Гётеборгского художественного музея и других музеев Швеции.